# كأس بلغاريا 1954
كأس بلغاريا 1954 (بالبلغارية: Купа на Съветската армия 1954)‏ هو موسم من كأس بلغاريا. أشرف على تنظيمه اتحاد بلغاريا لكرة القدم، وفاز فيه سسكا صوفيا.